# Chiesa di Sant'Ansano a Dofàna
La chiesa di Sant'Ansano si trova a Casetta, in località Dofana, nel comune di Castelnuovo Berardenga, in provincia di Siena.

## Storia e descrizione

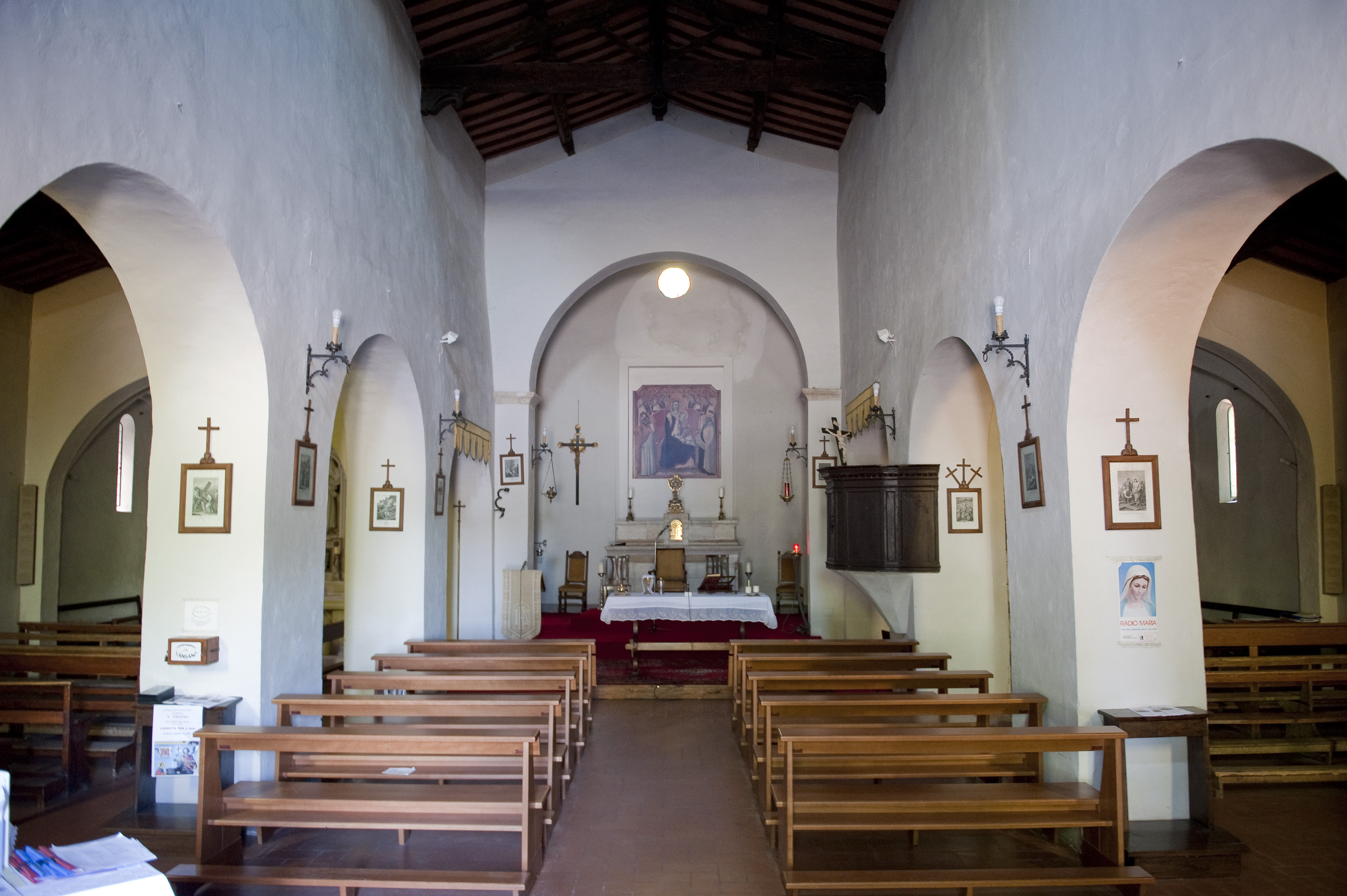
Interno

Nota dal 1139, è stata più volte trasformata fino all'intervento di Egidio Bellini (1930), cui si deve anche la facciata preceduta da un portico con al centro il campanile a vela.
All'interno si trova la settecentesca Madonna col Bambino e santi riferibile a Galgano Perpignani.
Sono di pertinenza della chiesa, ma custoditi presso la Soprintendenza di Siena, anche il reliquiario del braccio sinistro di Sant'Ansano (XIV secolo) e una Madonna col Bambino attribuita a Lorenzo Rustici.
In Sant'Ansano si trovava la Pala del Carmine di Pietro Lorenzetti, oggi alla Pinacoteca nazionale di Siena.

## Oratorio di Sant'Ansano
Il luogo del martirio di Ansano è tradizionalmente identificato nel vicino oratorio a pianta ottagonale. La prima testimonianza sull'esistenza di un oratorio dedicato a Sant'Ansano è contenuta in un atto di donazione fatto dal conte Winigis alla badia della Berardenga in occasione della sua fondazione nell'867. All'inizio del XVI secolo l'oratorio era ormai in rovina e tra il 1507 e il 1508 il vescovo di Arezzo acconsentì a una riedificazione. Venne così realizzata la cappella situata a poche centinaia di metri dalla chiesa. Nel XIX secolo l'edificio è stato attribuito a Baldassarre Peruzzi. In occasione di una visita apostolica nel 1575 l'oratorio risulta regolarmente officiato. È stato sottoposto a restauri nel 1931 e nel 1980.
L'edificio presenta una pianta ottagonale conclusa sul lato opposto all'ingresso da una scarsella rettangolare. È caratterizzato in basso da strutture in pietra probabilmente protoromaniche, mentre la parte in laterizi risale all'intervento cinquecentesco.

## Galleria d'immagini

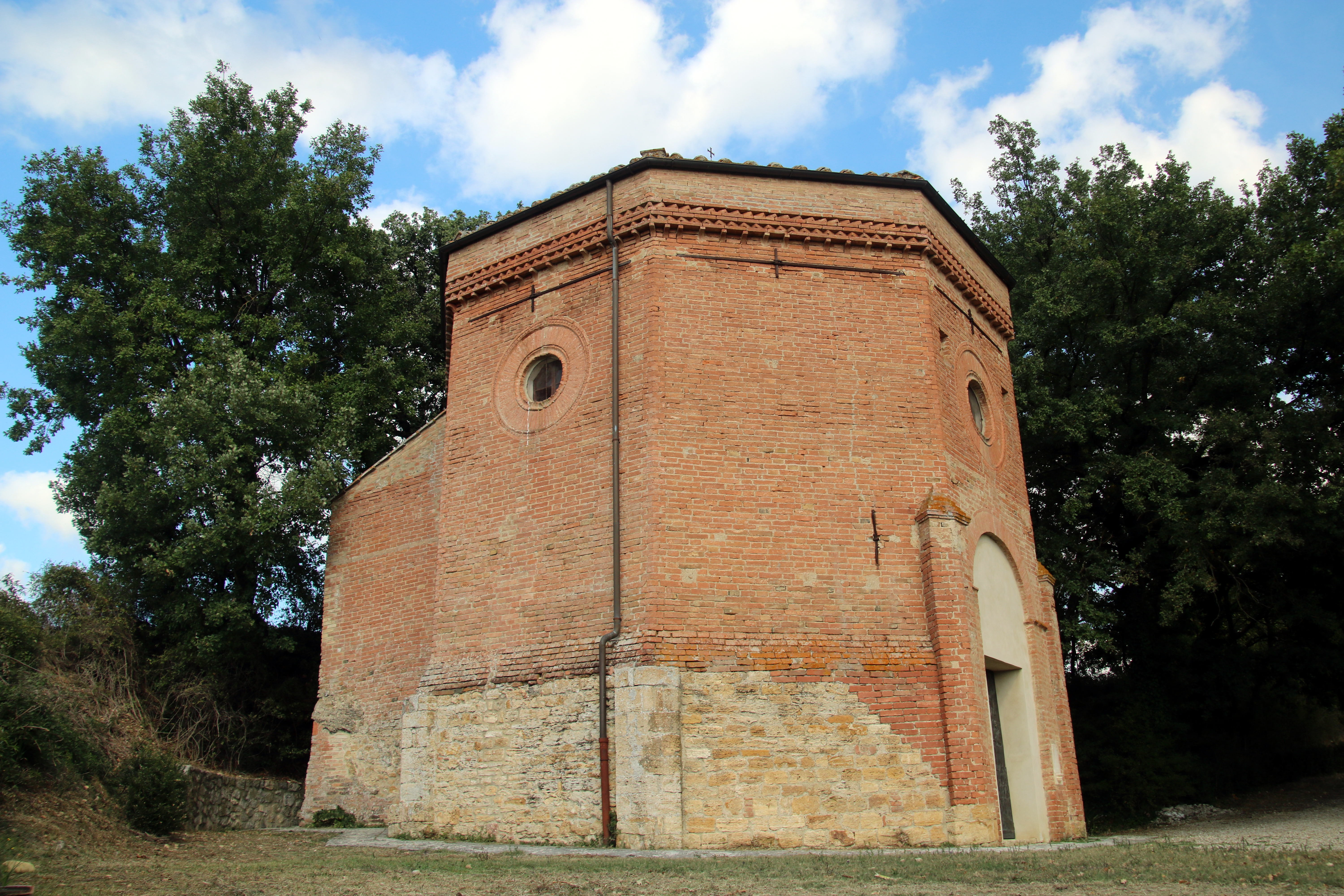
L'oratorio di Sant'Ansano